# Pycnogonum occa
Pycnogonum occa is een zeespin uit de familie Pycnogonidae. De soort behoort tot het geslacht Pycnogonum. Pycnogonum occa werd in 1908 voor het eerst wetenschappelijk beschreven door Loman. 